# Innrain
Der Innrain ist eine rund zwei Kilometer lange Straße in Innsbruck, die von der Altstadt Richtung Südwesten parallel zum Inn verläuft.

## Verlauf und Gestaltung
Der Innrain beginnt an der Innbrücke als Fortsetzung der Herzog-Otto-Straße (⊙) und verläuft relativ geradlinig Richtung Südwesten bis zur Einmündung der Egger-Lienz-Straße und der Anschlussstelle Innsbruck-West der Inntalautobahn, wo er in die Völser Straße übergeht (⊙).
Der Abschnitt vom Marktgraben bis zur Anichstraße ist sehr breit angelegt und mit einem breiten Mittelstreifen mit zwei Baumreihen zwischen den Richtungsfahrbahnen versehen. Vom Marktgraben bis zur Bürgerstraße wird dieser als Terminal für den öffentlichen Verkehr genutzt, westlich davon befindet sich auf dem Mittelstreifen die Johanneskirche mit dem davor liegenden Bischof-Reinhold-Stecher-Platz.
Der östliche Abschnitt bis zur Universitätskreuzung ist Teil der B 171 (Tiroler Straße), der westliche Teil der Landesstraße L 11 (Völser Straße). Auf Höhe der Freiburger Brücke wird der Innrain von der B 174 (in diesem Abschnitt: Holzhammerstraße) gekreuzt.

## Geschichte

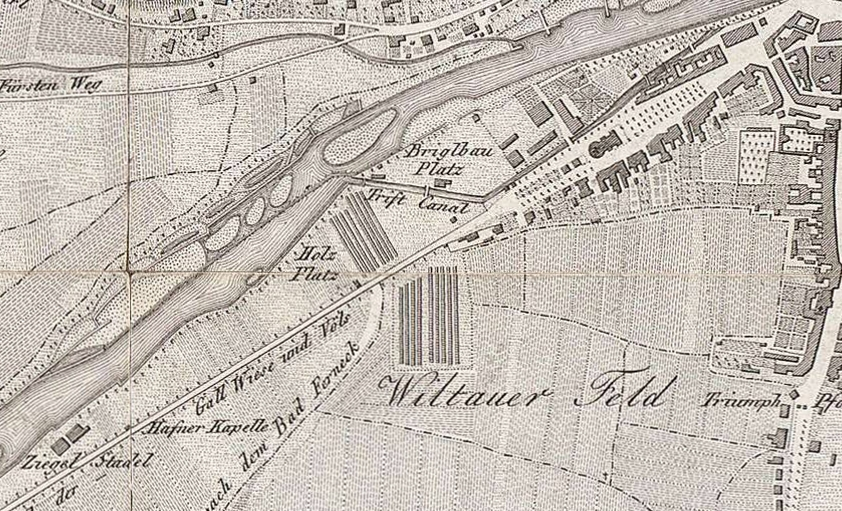
Der Innrain im Plan der k.k. Provinzial-Hauptstadt Innsbruck (um 1840)

Der Innrain ist eine alte Straßenverbindung von der Altstadt Richtung Westen. Der östliche Teil gehörte seit der Gründung der Stadt 1180 zu Innsbruck, blieb aber zunächst unbebaut und außerhalb der Stadtmauern. Hier befanden sich bewirtschaftete Felder sowie am Inn ein Holzrechen, ein Holzlagerplatz und die Lände. Am Holzrechen etwa im Bereich der heutigen Universitätsbrücke zweigte der Triftkanal vom Inn ab und führte am Nordrand des Innrain entlang, bis er im Bereich des heutigen Marktplatzes wieder in den Inn mündete. Um 1340 wurde das (1779 abgetragene) Picken- oder Frauentor als zusätzliches Stadttor errichtet, um den Innrain aus der Altstadt besser zu erreichen.
Entlang der Straße entwickelte sich ab der ersten Hälfte des 16. Jahrhunderts wie an den anderen Ausfallstraßen (der heutigen Maria-Theresien-Straße und Universitätsstraße) eine Vorstadt. Dabei wurde bis in die Mitte des 17. Jahrhunderts nur die Südseite dieses Straßenzuges bebaut, unter anderem mit den Ansitzen Hechtenburg und Albersheim. Von 1700 bis 1705 wurde an Stelle der Hechtenburg das Kloster und die Kirche der Ursulinen erbaut. Auf der Nordseite des Innrains und des Triftkanals stand seit der Mitte des 17. Jahrhunderts das landesfürstliche Hofbauamtsgebäude, die heutige Landespolizeidirektion. Ab 1717/18 entstand zwischen Straße und Kanal auf Betreiben der Hofkammer eine planmäßig angelegte geschlossene Häuserzeile. 1721 wurde eine dem heiligen Johannes Nepomuk geweihte Kapelle errichtet. Sie wurde 1729–1732 durch die barocke Johanneskirche ersetzt, die lange den westlichen Abschluss des Innrains bildete.
1679 wurde der Wochenmarkt aus der Altstadt an den aufgrund seiner Breite dafür besser geeigneten Innrain verlegt. Ab 1880 wurde der Markt für Obst und Gemüse täglich am vordersten Teil des Innrains abgehalten. 1913/14 wurde die Markthalle zwischen Innrain und Innufer errichtet und 1960 erweitert.
Der althergebrachte Flurname Innrain wurde 1873 von der Stadt auch offiziell als Straßenname festgelegt.
Ende des 19. Jahrhunderts wurde der Triftkanal zugeschüttet. Ab 1911 entstanden im westlichen Abschnitt des Innrains die neuen Gebäude der Universität.

## Verkehr

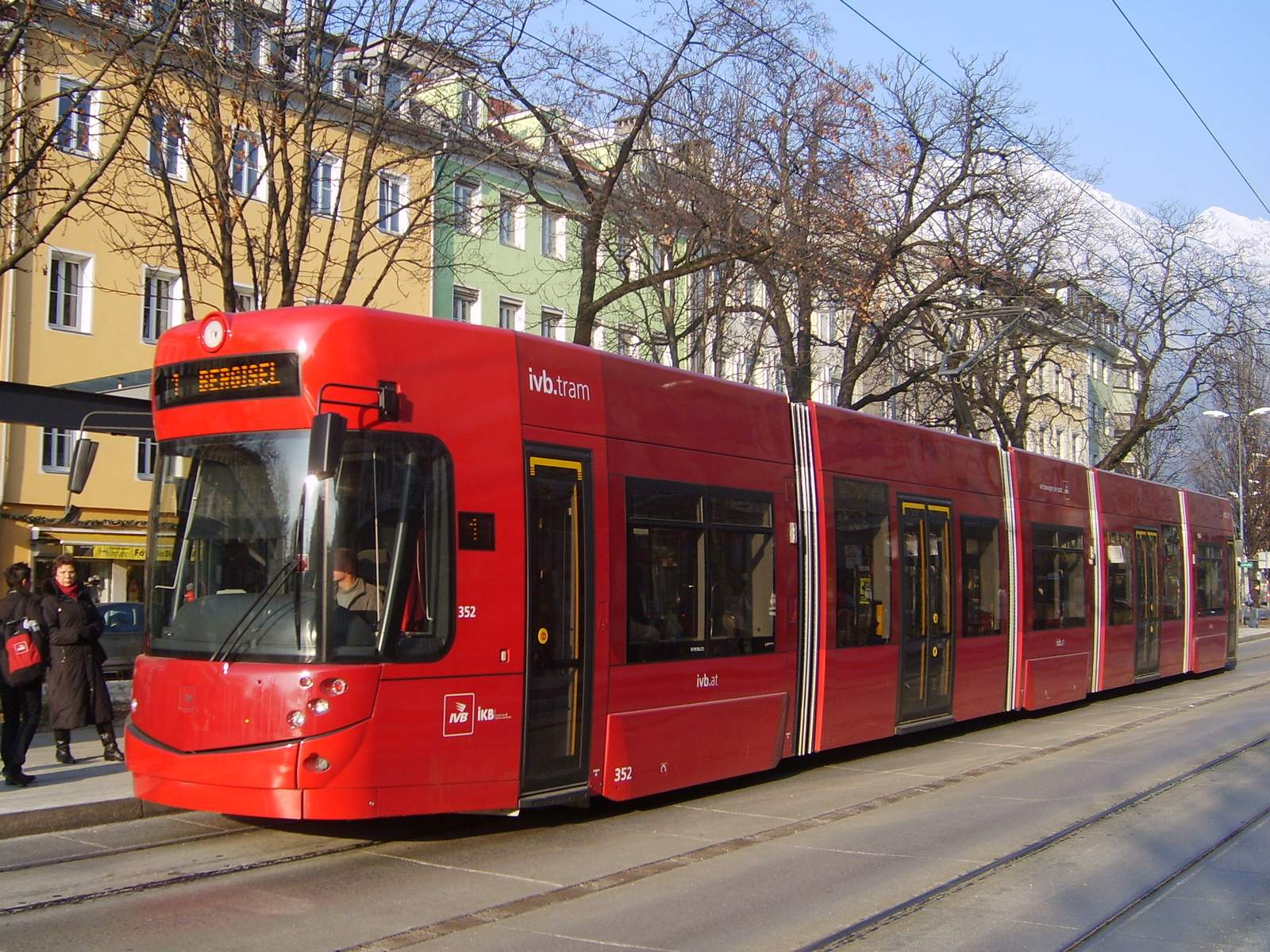
Eine Straßenbahn am Terminal Marktplatz

Der Innrain stellt eine wichtige Verkehrsachse von der Innenstadt Richtung Südwesten (Völs, Mittelgebirge, Inntalautobahn) dar. Im Jahr 2018 wurden im Schnitt 12.771 Kraftfahrzeuge pro Tag gezählt.
Die Straße wird von zahlreichen innerstädtischen wie regionalen Buslinien durchfahren, der Abschnitt von der Universitätskreuzung bis zum Marktgraben auch von der Straßenbahn. Die dort gelegene Haltestelle Marktplatz ist ein zentraler Umsteigeknoten im öffentlichen Verkehr.

## Bauten

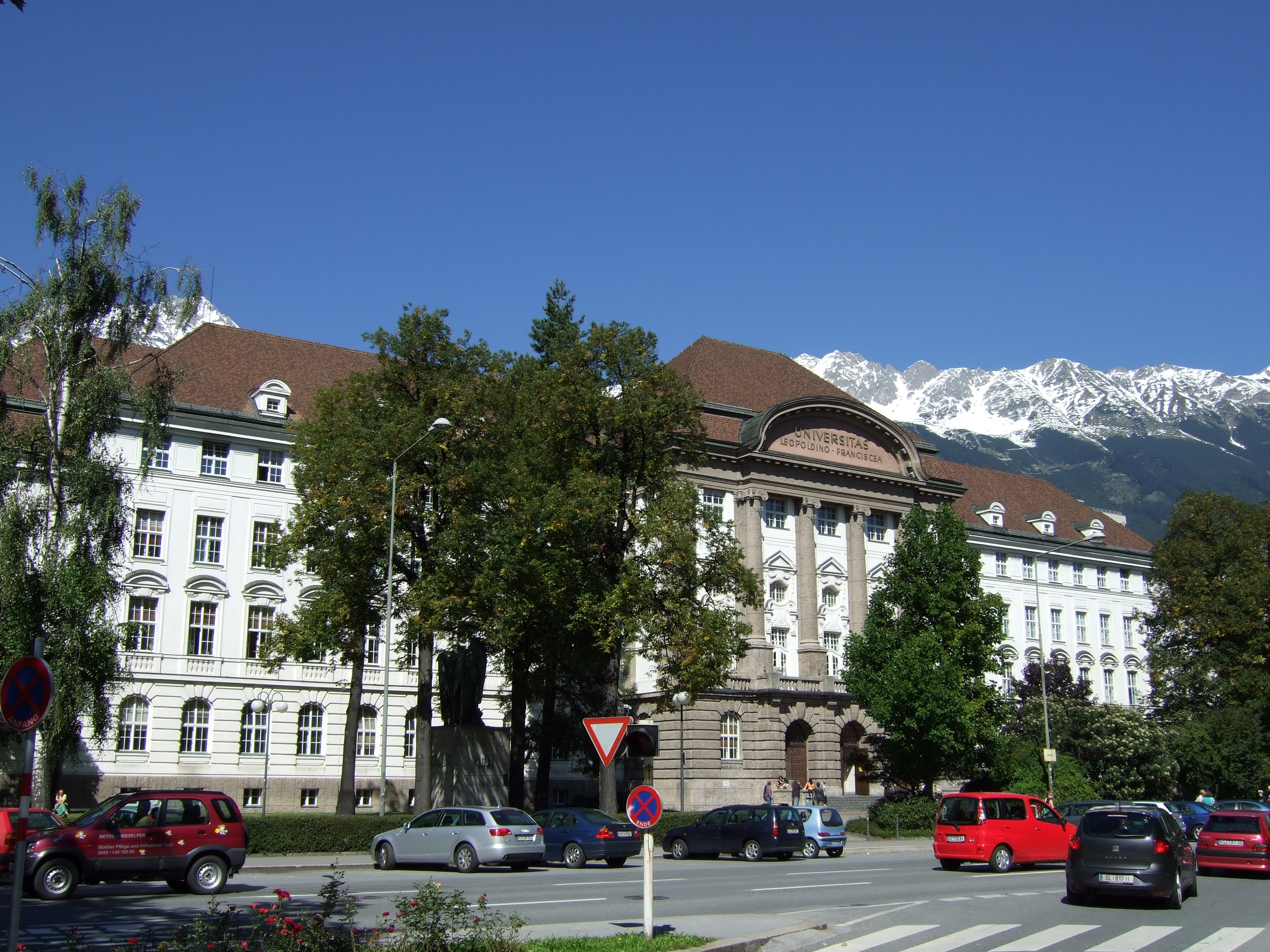
Hauptgebäude der Universität

Im altstadtnahen Abschnitt befinden sich mehrere historische und zum Teil denkmalgeschützte Gebäude wie die Dankl-Kaserne an der Stelle der ehemaligen Stadtburg der Grafen von Andechs, die ehemalige Ursulinenkirche, die Johanneskirche oder der Ansitz Albersheim, daneben öffentliche Gebäude wie das Finanzamt und die Landespolizeidirektion Tirol. Der westliche Abschnitt wird von Gebäuden der Universität, insbesondere dem Hauptgebäude und der Universitätsbibliothek (nördlich) und der Universitätsklinik (südlich) dominiert.